# Baekjeong
 (avril 2023).
La mise en forme du texte ne suit pas les recommandations de Wikipédia : il faut le « wikifier ».
Les points d'amélioration suivants sont les cas les plus fréquents. Le détail des points à revoir est peut-être précisé sur la page de discussion.
- Les titres sont pré-formatés par le logiciel. Ils ne sont ni en capitales, ni en gras.
- Le texte ne doit pas être écrit en capitales (les noms de famille non plus), ni en gras, ni en italique, ni en « petit »…
- Le gras n'est utilisé que pour surligner le titre de l'article dans l'introduction, une seule fois.
- L'italique est rarement utilisé : mots en langue étrangère, titres d'œuvres, noms de bateaux, etc.
- Les citations ne sont pas en italique mais en corps de texte normal. Elles sont entourées par des guillemets français : « et ».
- Les listes à puces sont à éviter, des paragraphes rédigés étant largement préférés. Les tableaux sont à réserver à la présentation de données structurées (résultats, etc.).
- Les appels de note de bas de page (petits chiffres en exposant, introduits par l'outil «  Source ») sont à placer entre la fin de phrase et le point final[comme ça].
- Les liens internes (vers d'autres articles de Wikipédia) sont à choisir avec parcimonie. Créez des liens vers des articles approfondissant le sujet. Les termes génériques sans rapport avec le sujet sont à éviter, ainsi que les répétitions de liens vers un même terme.
- Les liens externes sont à placer uniquement dans une section « Liens externes », à la fin de l'article. Ces liens sont à choisir avec parcimonie suivant les règles définies. Si un lien sert de source à l'article, son insertion dans le texte est à faire par les notes de bas de page.
- La présentation des références doit suivre les conventions bibliographiques. Il est recommandé d'utiliser les modèles {{Ouvrage}}, {{Chapitre}}, {{Article}}, {{Lien web}} et/ou {{Bibliographie}}. Le mode d'édition visuel peut mettre en forme automatiquement les références.
- Insérer une infobox (cadre d'informations à droite) n'est pas obligatoire pour parachever la mise en page.

Pour une aide détaillée, merci de consulter Aide:Wikification.
Si vous pensez que ces points ont été résolus, vous pouvez retirer ce bandeau et améliorer la mise en forme d'un autre article.

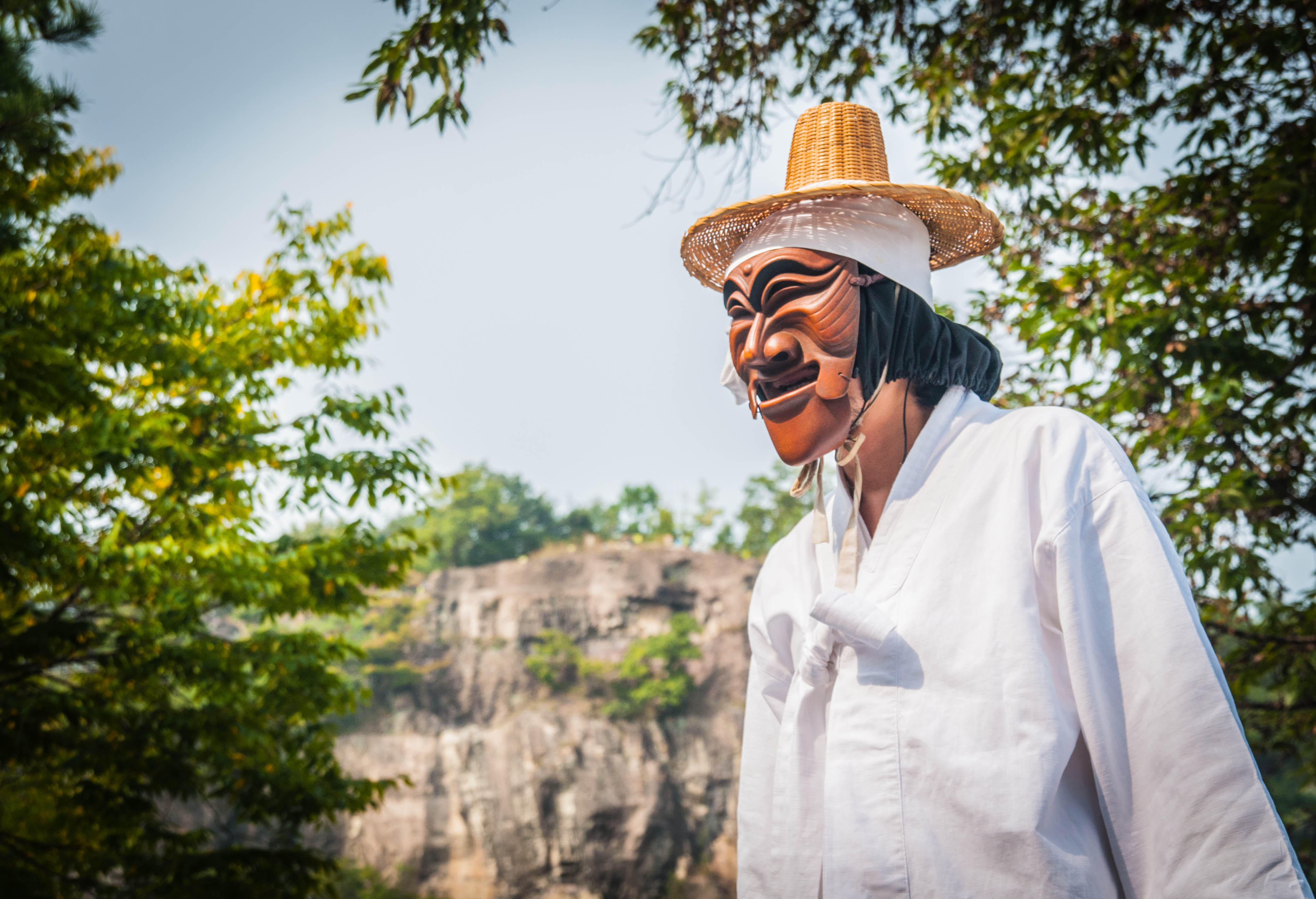
Une personne masquée agissant comme un boucher Baekjeong dans une pièce de théâtre.

Les baekjeong (coréen : 백정) étaient une caste intouchable dans la Corée, originaire de certains groupes nomades minoritaires d'ethnie contestée. Au début de la période Goryeo (918-1392), ces minorités se sont principalement installées dans des communautés permanentes. Cependant, l'invasion mongole a plongé la Corée dans la tourmente et l'anomie et ces groupes sont devenus des nomades. Les sous-groupes des baekjeong comprenaient les chaein (才人 « artistes ») et les hwachae (禾尺) ou les suchae (水尺), qui étaient principalement des bouchers. Les baekjeong' exerçaient des métiers spécifiques tels que la boucherie, la tannerie, la vannerie et l'exécution. Pendant la période Goryeo, « baekjeong » était utilisé comme terme neutre pour les roturiers. 
À partir du moment de la dynastie Joseon, c'est devenu un titre insultant utilisé pour désigner la classe la plus basse de la société. De plus, depuis la dynastie Joseon, « baekjeong » a également été utilisé pour dénigrer une personne. En Corée contemporaine, le terme est principalement associé à la signification d'un boucher et même utilisé dans les noms des restaurants,.

## Origine
Selon Jeong Yakyong, l'un des érudits les plus distingués sur la méthodologie des recherches historiques sous le règne du roi Jeongjo (1777-1800) et du roi Sunjo (1801-1834), une théorie soutient qu'ils étaient d'origine « tatare ». Le terme « Tatare » semble être un terme générique désignant tous les peuples du Nord, les Mongols, les Mandchous, etc. Dans son livre, l'origine le baekjeong est attribuée à un groupe nomade de la période Goryeo connue sous le nom de Yangsucheok (hanja : 楊水尺) ou Mujari (coréen : 무자리). Étant un peuple étranger, le Yangsuchuk étaient à peine assimilés à la population générale. Ils étaient engagés dans la fabrication et la vente de paniers en saule. Ils sont également habiles à abattre des animaux et ont un passe-temps de chasse.

## Histoire

### Dans la période Goryeo
De la dynastie Goryeo (918-1392) jusqu'à l'époque du roi Sejong de la dynastie Joseon, les baekjeong n'étaient pas utilisés pour désigner la classe la plus basse. Le terme sino-coréen baekjeong (白丁) signifiait à l'origine « gens ordinaires », un sens qu'il conserve en chinois et en japonais. Sur la base des informations contenues dans le Goryeosa, la principale histoire survivante des Coréens Goryeo, les érudits supposent qu'un baekjeong est « une personne qui n'a aucun fardeau de devoirs (역, 役) ». Le terme est un composé de baek (coréen : 백, hanja : 白), ce qui signifie « blanc / innocent / vide », et jeong (coréen : 정, hanja : 丁) « personne, homme ». En tant que tel, baekjeong ou « homme vide » désigne un groupe de paysans qui n'ont pas obtenu de terres parce qu'ils n'ont pas reçu certains devoirs de l'État.
Dans la période Goryeo, les termes pour le groupe qui serait plus tard connu sous le nom de baekjeong étaient yangsucheok (hanja : 楊水尺), sucheok (hanja : 水尺), hwacheok ou hwachae (hanja : 禾尺), et mujari (coréen : 무자리, probablement composé de 물 « eau » et 자리 « siège, place »),. Ils sont descendus des Jurchen ou des Khitans datant du début de Goryeo. Ils apprécient la vie de groupe, ils continuent donc à vivre dans des logements temporaires tout en déménageant dans des zones différentes. Ils étaient répartis dans tout le pays, mais étaient particulièrement concentrés dans les provinces de Pyeongan-do et Hwanghae-do. Ils n'étaient pas inscrits au registre national.

### Dans la période Joseon
Dans les premiers jours de la fondation de la dynastie Joseon, le roi Sejong a consolidé les différents groupes d'exclus avec des agriculteurs ordinaires. Ce groupe combiné s'appelait « baekjeong », le nom du groupe paysan général de la période Goryeo. Le roi Sejong les a également inscrits sur le registre familial, leur a donné des terres à planter, les a installés dans des communautés fixes et a essayé de les garder sous le contrôle de l'État. Cependant, la politique générale du roi Sejong n'a pas pu surmonter les préjugés des gens ordinaires, qui ont continué à discriminer les descendants des parias. Même les fonctionnaires du gouvernement ont désobéi aux instructions du roi.
De plus, il semble que les baekjeong ne changent pas facilement leur mode de vie ou leur occupation actuelle. Ils se sont installés dans une région mais n'ont pas essayé de cultiver, se livrant plutôt à la production et à la vente de produits en osier, l'abattage, les chants et les danses. Dans cette situation, l'intégration des baekjeong dans la classe paysanne commune n'a pas été facile et leur discrimination et leur oppression se sont poursuivies. En particulier, le groupe dominant considère la vie et les coutumes des bouchers comme méprisables, antisociales, irrégulières et potentiellement même criminelles.

### Fin de la dynastie Joseon
Vers la fin de la dynastie Joseon, une organisation d'entraide pour les baekjeong a été créée, appelée Seungdongdoga (coréen : 승동도가, hanja : 承洞都家), avec des représentants de diverses communautés. L'organisation a participé à des activités, coordonné des améliorations et parfois agi en tant que représentant officiel du baekjeong en matière juridique. En 1894, le système coréen des castes a été légalement aboli par la réforme Gabo. Cependant, la discrimination de la société contre les baekjeong n'a pas pris fin. L'enregistrement du ménage des baekjeong reste séparé, et dans la section « profession », leurs noms sont marqués à l'aide du mot 屠漢 (« boucher ») ou d'un point rouge. Cependant, la réforme Gabo a permis au baekjeong de devenir fonctionnaire, érudit ou artiste s'il en avait la capacité. Bien qu'ils soient encore largement limités à leurs occupations traditionnelles, des réglementations modifiées en 1896 ont permis aux non-baekjeong d'obtenir une licence de boucher, conduisant finalement à des entreprises de viande qui en ont poussé beaucoup à quitter l'une des rares professions qui leur étaient ouvertes.
Cependant, alors que les améliorations du statut social des baekjeong sont arrivées lentement, il en était différemment pour les roturiers (les plus bas des yangmin), qui avait été économiquement peu différent des esclaves. Le respect pour les représentants du gouvernement a diminué au XVIIe siècle alors qu'ils fuyaient les invasions japonaises et mandchoues, laissant les civils à leur merci. Le gouvernement a également récompensé de nombreux miliciens yangban pour leur statut de classe en échange de leurs activités de milice volontaire contre ces envahisseurs. Au fil du temps, à mesure que le commerce se développait, les marchands ont également acquis de fausses histoires familiales et de faux documents officiels. En fin de compte, environ les trois quarts de la population s'appelaient des yangban. 

### Utilisation moderne
Le terme « baekjeong » est encore utilisé dans la société coréenne moderne. Cela est particulièrement courant dans les professions qui manipulent de la viande crue, qui sont sujettes à une stigmatisation sociale négative. Malgré cela, « baekjeong » est largement utilisé dans les noms de restaurants coréens, désignant les établissements comme barbecue où la viande crue marinée est servie et cuite à table. Dans ce contexte, « baekjeong » est descriptif et non négatif. 

## Système de castes Joseon
| Classe    | Hangeul | Hanja | Signification      |
| --------- | ------- | ----- | ------------------ |
| Yangban   | 양반    | 兩班  | Les deux classes   |
| Jungin    | 중인    | 中人  | Personnes moyennes |
| Sangmin   | 상민    | 常民  | Paysans            |
| Cheonmin  | 천민    | 賤民  | Esclaves (2 types) |
| Baekjeong | 백정    | 白丁  | Intouchables       |
| Nobi      | 노비    | 奴婢  | Esclaves           |

## Métiers

### Bourreau
Pendant une grande partie de la dynastie Joseon, ils ont également été forcés de servir de bourreaux . Lorsqu'on demande à la communauté baekjeong de fournir le bourreau, la tâche est confiée à un membre malchanceux, parfois pratiquement fou. 

### Boucher
Les baekjeongont fait des travaux qu'aucun bouddhiste coréen qui se respecte ne peut toucher, y compris tout ce qui concerne les animaux. L'abattage des animaux, la fabrication du cuir ce genre de tâches impures ont été évitées par d'autres coréens, et ont donc été remplies de facto par les baekjeong. En d'autres termes, le groupe s'est vu confier les tâches les plus humiliantes de la société coréenne. Ils sont également considérés comme une violation éthique des principes bouddhistes, amenant les coréens à considérer le travail lié à la viande comme impur et pécheur, même s'ils considèrent que la consommation est acceptable. À la fin de la dynastie Joseon, les baekjeong acceptaient les principes du confucianisme et n'ont pas massacré pendant trois ans lorsque leurs parents sont morts.

## Discrimination
Les groupes ont longtemps souffert de graves problèmes sociaux de discrimination dans la société coréenne. Les baekjeong sont considérés comme méprisables et impurs que les autres craignent et évitent de rencontrer. Les baekjeong ne pouvaient pas vivre dans une maison en tuile et n'étaient pas autorisés à porter des vêtements en soie ou des chaussures en cuir ou un gat (chapeau traditionnel coréen en crin de cheval). Quand les baekjeong sortaient de chez eux, ils devaient porter un paeraegi ou un chapeau en bambou. Un baekjeong doit s'incliner devant un sangmin et il lui est interdit de fumer ou de boire devant lui. Le baekjeong ne pouvait pas monter une litière ou cheval quand ils sont mariés, une femme mariée ne pouvait pas porter un bâton pour cheveux. Les baekjeong n'étaient pas autorisés à utiliser des noms de famille et il leur était interdit d'utiliser certains caractères dans leurs noms personnels, tels que 仁 « bienveillance », 義 « droiture », 禮 « rites » ou 智 « sagesse ». La mesure dans laquelle ils étaient considérés comme des personnes impures est bien illustrée par le fait que leurs corps étaient séparés dans un cimetière pour ne pas se mêler à ceux de la classe sangmin.

## Influence de la religion
Le Donghak et le Christianisme a eu beaucoup d'influence sur les baekjeong. Ces systèmes de croyances ont exposé les baekjeong, et les coréens plus généralement, aux concepts d'égalitarisme et d'égalité sociale. L'influence de ces religions est devenue associée aux mouvements sociaux.

### Donghak
À la fin du XIXe siècle, il y avait une poussée croissante pour la dignité humaine et la libéralisation. Le développement de certaines religions propices au changement revêt une importance particulière. Le donghak, une religion nationaliste coréenne, veut mettre fin aux conventions injustes.  Les paysans donghak ont organisé un soulèvement en 1894 en faveur des droits de l'homme, en particulier pour ceux au bas de l'échelle sociale. Entre autres choses, ils ont exigé que les baekjeong ne soient plus tenus de porter des chapeaux discriminatoires et que les veuves soient autorisées à se remarier. Bien que ce soulèvement ait finalement échoué, il a été un moteur important de la réforme Gabo et a contribué à abolir la structure de classe qui imposait des restrictions légales à certains groupes. Cependant, les baekjeong ont beaucoup moins profité de ces changements que d'autres groupes, comme les esclaves.

### Christianisme
Une autre influence religieuse majeure sur les droits de l'homme vient du christianisme. Quelques missionnaires avaient converti de baekjeong au christianisme, déclarant que tout le monde a des droits égaux en vertu de Dieu. Cependant, tout le monde n'est pas égal dans les congrégations chrétiennes, et des protestations ont éclaté lorsque des missionnaires ont tenté d'incorporer les baekjeong dans des sectes, ceux qui n'étaient pas baekjeong trouvant ces efforts insensibles aux notions traditionnelles de statut social. Ainsi, le donghak et le christianisme ont exposé les baekjeong, et les coréens plus généralement, aux concepts d'égalitarisme et d'égalité sociale. Parallèlement et pour soutenir la montée de ces idées, des transitions ont eu lieu dans toute la société coréenne, en particulier en ce qui concerne la classe sociale.

## Mouvements sociaux
À partir de la fin du XIXe et du début du XXe siècle, les baekjeong ont commencé à résister à la discrimination publique à leur encontre. Puis en 1900, les dirigeants de 16 comtés ont adressé une pétition au maire de Jinju à être autorisé à porter les mêmes vêtements et chapeaux que les autres personnes. Alors que d'autres dans le Nord ont refusé de porter les vêtements humiliants que la tradition attendait d'eux et ont été emprisonnés, une tentative a été faite pour les libérer. L'industrialisation croissante en Corée a commencé à détruire lentement la domination du baekjeong sur certaines professions, d'autant plus que les Japonais ont commencé à prendre le contrôle des abattoirs et à les exploiter comme ouvriers salariés.
Cependant, alors que certains baekjeong tombaient dans le désespoir financier, l'assouplissement de la ségrégation a permis à d'autres de profiter des changements, leur permettant de financer les efforts de changement. Outre les ressources financières, l'organisation s'est également renforcée par des relations de long terme créées par des distinctions et des réseaux sociaux étroits. Entre les ressources humaines et financières, l'accent mis sur les modèles progressistes et les sentiments de dénuement social et de discrimination, les conditions sont réunies pour que les baekjeong mobilisent le changement. L'un des premiers mouvements de ce type remonte à 1910 lorsque Chang Chipil, plus tard un membre influent de Hyeongpyeongsa, tenta de former une association de bouchers sans succès. En 1921, Jipseong Johap a été fondée par des hommes d'affaires coréens et japonais, essayant de réduire la pauvreté des bouchers. Cependant, cet effort pour améliorer les conditions économiques a été rapidement éclipsé par une organisation aux objectifs plus larges.
Hyeongpyeongsa a été fondée à Jinju le 23 avril 1923 par une coalition de défenseurs du changement des baekjeong et des non baekjeong riches ou éduqués, prônant « l'abolition des classes » et « des noms méprisants, éclairant les membres et promouvant l'amitié mutuelle entre les membres. » Cela a plaidé à la fois pour les droits civils individuels et pour la fraternité communautaire, reconnaissant que le groupe doit maintenir son identité sous la pression de changements tels que l'urbanisation et l'industrialisation ce qui menaçait d'atomiser la communauté. Ainsi, Hyeongpyeongsa poursuit à la fois l'égalité des droits de l'homme et le droit de s'intégrer au public, même s'ils s'efforcent de forger une identité commune. En 1927, plusieurs membres de Hyeongpyeongsa ont été arrêtés pour avoir participé à la création d'une organisation nationaliste clandestine. Leur absence était en partie la raison pour laquelle l'organisation s'est tournée vers la gauche socialiste à la fin des années 1920. Le pouvoir au sein de l'organisation a changé plusieurs fois, y compris un passage en 1925 de la faction Chinju qui soutenait initialement la réforme de l'éducation à un groupe d'intellectuels de Séoul plus intéressés par la réforme économique basée sur les métiers traditionnels.
Au congrès national de 1931, ils ont suscité la controverse au sein du mouvement en proposant la dissolution, estimant que l'organisation avait abandonné ses objectifs initiaux au profit des objectifs des principaux intellectuels bourgeois. Ils croient que la dissolution servira mieux leurs intérêts puisqu'elle est remplacée par un syndicat. La dissolution proposée a échoué, mais n'a pas aliéné les membres les plus conservateurs du mouvement, déjà contraints financièrement par des conditions économiques plus larges en Corée. Plus dangereuse encore pour le mouvement est l'arrestation de plusieurs jeunes membres radicaux, accusés d'avoir fondé une organisation communiste secrète, la « Hyeongpyeongsa Youth Vanguard », selon le gouvernement, l'organisation cela nécessite la lutte contre le féodalisme et l'abolition de la propriété privée actif. Le procès lié à cette accusation a duré quatre ans, avant que les accusés ne soient reconnus innocents. Il semble probable que « l'organisation » était une construction des autorités japonaises pour s'assurer que l'aile ouvrière de la Hyeongpyeongsa n'interférerait pas avec leur accès de cuir nécessaire pour l'invasion de la Chine. En conséquence, le Hyeongpyeongsa s'est déplacé vers la droite, abandonnant les idéaux progressistes et se dissolvant finalement en 1935, affirmant que les objectifs du mouvement avaient été atteints avec succès.
Le pouvoir croissant du côté radicale a divisé le mouvement, et une grande partie du soutien économique fourni par les baekjeong, plus riche, a été retirée, en particulier sous la pression de la Grande Dépression, ce qui avait eu un impact négatif sur les métiers de la viande et du cuir. Les jeunes socialistes de Hyeogpyeongsa ont noué des liens avec plusieurs autres mouvements, en essayant d'étendre le mouvement et en travaillant à « reconstruire toute la Corée ». Plus important encore, ils se sont concentrés sur les injustices sociales et économiques affectant les baekjeong, dans l'espoir de créer une société égalitaire coréenne. Leurs efforts incluent la lutte contre la discrimination sociale de la part de l'élite, des autorités et des « gens ordinaires » et l'utilisation d'un langage dégradant envers les enfants dans les écoles publiques.